# フランシス・ハルツェン
フランシス・ルイ・ハルツェン（Francis Louis Halzen、1944年3月22日 - ）はベルギー出身の素粒子物理学者。ウィスコンシン大学マディソン校教授。アイスキューブ・ニュートリノ観測所のプロジェクトリーダーを務める。
フラームス＝ブラバント州出身。1969年ルーヴァン・カトリック大学から物理学のPh.D.を取得後、1971年まで欧州原子核研究機構（CERN）の博士研究員として研究に従事し、1972年にウィスコンシン大学マディソン校の助教授、1977年から教授を務める。また2012年にはミュンヘン工科大学の客員教授、2014年から母校教授を兼任する。

## 主な受賞歴
- 2015年 - バルザン賞
- 2018年 - ブルーノ・ポンテコルボ賞
- 2021年 - ブルーノ・ロッシ賞

## 著作
- 「クォークとレプトン: 現代素粒子物理学入門」 小林てつ郎・広瀬立成 訳、培風館 1986年

## 参照
- Francis Halzen
- Halzen, Francis (2021年4月6日). “IceCube: the discovery of cosmic neutrinos”. archive.int.washington.edu. 2024年10月1日閲覧。